# Casa-fàbrica Gorgot-Aranyó

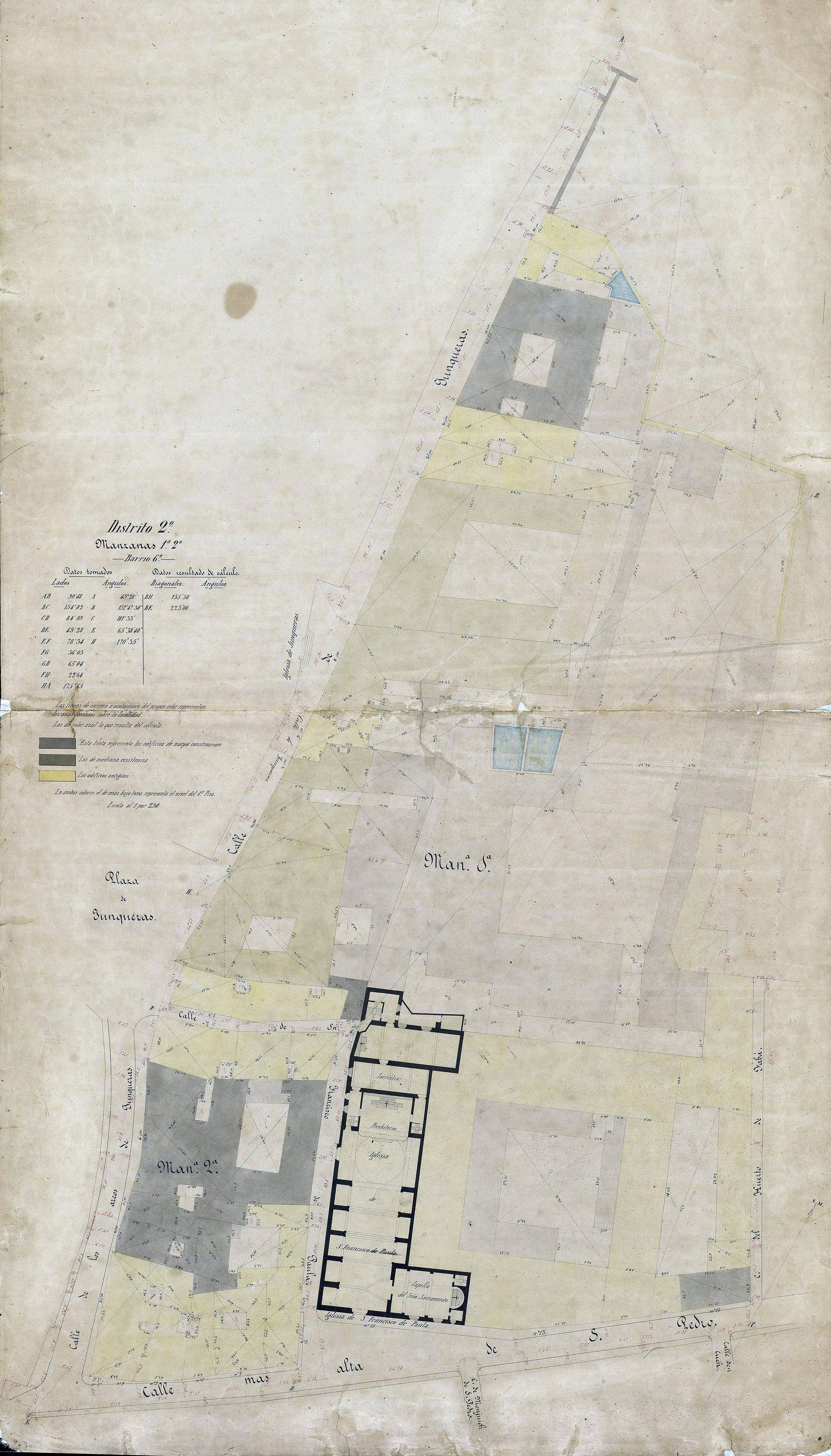
Quarteró núm. 44 de Garriga i Roca (c. 1860)

La casa-fàbrica Gorgot-Aranyó era un edifici situat a la plaça de Jonqueres i el carreró de Sant Francesc de Paula (actual Ramon Mas), actualment desaparegut.

## Història

### Els Gorgot de Figueres
Ramon de Gorgot i de Farners (1661-1728), hereu d'una nissaga empordanesa, es va casar amb Maria d'Aranyó, amb qui tingué quatre fills. El succeí Ramon de Gorgot i d'Aranyó (1699-1762), casat amb Àngela de Gianini i Casanoves (1729-1788), filla d'un militar italià. L'hereu Josep Gaietà de Gorgot i Gianini (1750-1805) maridà amb Agnès de Càrcer i de Montaner (1753-1818), però no tingueren descendència. Aleshores, la successió passà a la seva germana Maria Lluïsa, que es casà amb el militar gallec Cayetano López de Neyra de Saavedra. El seu fill Gaietà López de Neyra i de Gorgot (1797-1825) es casà amb Caterina de Fonsdeviela-Xammar i d'Huguet, marquesa de la Torre (1799-1828), i tingueren vuit fills.

### Els Aranyó de Manresa
Gaietà Aranyó va ser un teixidor de seda o «veler» de Manresa la segona meitat del segle xviii. El 1803, el seu fill Josep Aranyó i Torras figurava com a fabricant de mocadors, i fou el fundador de la societat Josep Aranyó, Germans i Cia, que faria la transició al cotó. A la seva mort el 1815 o el 1817, el seu nebot Maurici Aranyó i Parera es va traslladar a Barcelona. A la mort d'aquest darrer el 1822, el seu germà Lluís i el seu cosí Gaietà Aranyó i Torrents constituïren la societat Gaietà i Lluís Aranyó, que llogà la casa Gorgot de la plaça de Jonqueres. El 1845, Gaietà López de Neyra-Gorgot i de Fonsdeviela els va establir la propietat (descrita a la documentació notarial com una casa gran amb dos pisos i jardí a la part d'orient, amb cinc portes a la plaça de Jonqueres i una altra al carreró de Sant Francesc, on hi havia una casa petita en estat ruïnós) en emfiteusi amb la imposició d'un cens de 780 lliures anuals i l'obligació d'invertir-hi un mínim de 10.000 lliures en millores en el termini de cinc anys.
Els Aranyó presentaren els seus productes a l'Exposició industrial de Madrid del 1841, on guanyaren una medalla de plata pels seus mocadors «de gran dibujo de alfombra y blanco de estambre y de seda», que presentaren novament a la de Barcelona del 1844. Segons les «Estadístiques» del 1850, la societat Gaietà i Lluís Aranyó tenia una fàbrica de teixits amb 226 telers, la majoria dels quals eren jacquard, moguts per vapor, amb 317 treballadors.
Gaietà es va casar amb la seva cosina Isabel Aranyó i Parera, germana del seu soci, i del matrimoni nasqué Claudi Aranyó i Aranyó (1827-1884), que es va casar amb la seva cosina Carolina Aranyó i Matallana. A la dècada del 1850, Claudi es va fer càrrec de l'empresa, i també participà en la societat Antoni Escubós i Cia, fundada el 1853. Claudi Aranyó i Cia fabricava mocadors de llana, seda i estam, així com també cortines de llana i teixits per a mobles: Plaza de Junqueras, 2. Fábrica de tejidos en toda clase de sedas, lana, hilo, algodon y estambre. Pañolería, tartanes, portiers, argelinas, etc., de mezcla de seda y lana. D. Claudio Arañó y comp., i al voltant del 1862, disposava de 79 telers mecànics i 266 obrers.
El 1868, Gaietà i Claudi Aranyó van demanar permís per a reformar el casal segons el projecte el mestre d'obres Antoni Valls i Galí, i el 1871 va adquirir a Joaquim Bosch i Menós la casa veïna del carrer de Sant Francesc de Paula, i la va fer reedificar. El 1876, Claudi Aranyó va proposar a l'Ajuntament de Barcelona la cessió de la palmera de l'antic monestir, que ara quedava al bell mig de la plaça.
A la seva mort el 1884, el negoci fou continuat per la seva vídua sota la raó social Vídua i Fills de Claudi Aranyó. El 1907, Carolina Aranyó va proposar a l'Ajuntament sufragar el 50% de les expropiacions necessàries per a la perllongació del carrer d'Ortigosa fins al de Jonqueres, a canvi de la urbanització de l'indret: «hace 5 años se inició la edificación de los terrenos que constituían el antiguo Huerto de Fabá, y en ellos se han levantado edificios de gran aspecto y mucho valor, pudiendo citar entre ellos los grandes almacenes de la compañía arrendataria de cerillas, el colegio de Hermanos de la Doctrina Cristiana y últimamente está en vías de terminación el suntuoso edificio del Orfeó Catalá». Tanmateix, l'oferta no va ser acceptada, i el 1909 la mateixa propietària, juntament amb la societat Riva i Garcia i Ramona Marquès, presentaren una altra instància per a legalitzar la urbanització dels carrers d'Ortigosa i de Cameros (actualment Amadeu Vives). El 1916, Claudi Aranyó i Aranyó fill s'oferí a rebaixar el preu de la indemnització per les seves propietats a canvi de la millora que suposava l'obertura del carrer, amb la qual cosa es desencallà el projecte.
Finalment, l'edifici fou adquirit per la Caixa de Pensions per a la Vellesa i d'Estalvis, que el va enderrocar el 1920 per a construir-hi el Casal de la Previsió, obra de l'arquitecte Enric Sagnier i Villavecchia.